# WTA de Belgrado
O WTA de Belgrado – ou Serbia Ladies Open, na última edição – foi um torneio de tênis profissional feminino, de categoria WTA 250.
Realizado em Belgrado, capital da Sérvia, estreou em 2021 e durou uma edição. Os jogos eram disputados em quadras de saibro durante o mês de maio.

## Finais

### Simples
| Ano  | Campeã       | Vice-campeã | Resultado     |
| ---- | ------------ | ----------- | ------------- |
| 2021 | Paula Badosa | Ana Konjuh  | 6–2, 2–0, ab. |

### Duplas
| Ano  | Campeãs                           | Vice-campeãs                     | Resultado |
| ---- | --------------------------------- | -------------------------------- | --------- |
| 2021 | Aleksandra Krunić Nina Stojanović | Greet Minnen Alison Van Uytvanck | 6–0, 6–2  |